# Местерух
Местерух (рос. Местерух) — село Ахвахського району, Дагестану Росії. Входить до складу муніципального утворення Сільрада Село Местерух.
Населення — 1029 (2015).

## Населення
За даними перепису населення 2002 року в селі мешкало 1147 осіб. У тому числі 579 (50,48 %) чоловіків та 568 (49,52 %) жінок.
Переважна більшість мешканців — аварці (100 % від усіх мешканців). У селі переважає аварська мова.